# Fernando López Rodríguez
Fernando López Rodríguez (Madrid, 1990), conocido artísticamente como Fernando López, es un bailaor, coreógrafo, escritor y filósofo español, conocido por incorporar perspectivas queer y LGTBIQ+ en el flamenco.Es autor de distintos espectáculos y de libros como Historia queer del flamenco (2020). En 2015 recibió el Premio de Investigación en Danza de la Academia de las Artes Escénicas de España.

## Biografía
López Rodríguez inició su formación artística en 2001, a la edad de 11 años, en el Estudio de Danza “Esther Cañizares”. Posteriormente estudió una diplomatura en baile flamenco, otorgado por la APDE (Asociación de Profesores de Danza Española) y la Cátedra de Flamencología de Jerez de la Frontera, y una licenciatura en filosofía por la Universidad Complutense de Madrid. En 2009, fundó su propia compañía enfocada en el flamenco contemporáneo, creando espectáculos concebidos como medios de divulgación científica en sus diferentes procesos de investigación.Posteriormente se doctoró en Estética, Ciencias y Tecnologías de las Artes por la Universidad Paris 8, con la especialidad de Danza y Artes Escénicas.
En 2013, presentó su primera obra, Bailar las palabras. En 2014, estrenó H2-Ohno en el Judson Memorial Church de Nueva York. En 2015 presentó su pieza Bailar en Hombre en diversos escenarios de la geografía española; además de en la IV Bienal de Arte Flamenco de Maracaibo, en el Festival “Out in the Tropics” (Miami), en el Festival Flamenco de Düsseldorf y en diferentes espacios de París como “L’Appel de la Lune”, “360 Degrés de Danse” o el Festival “Flamenco en France”. Intimo Interior Meo fue la primera pieza seleccionada en 2016 para el programa “Explosivos” del Certamen de Danza Española y Flamenco de Madrid; actuando en el Festival de Danza Contemporánea “COCOA” de Buenos Aires, en la Feria del Libro de Guadalajara y en el Centro Cultural de España en Managua. En 2018, estrenó en el Festival “Responding to Ko Murobushi” de Tokio su espectáculo Too easy to see. 
En 2019, inicia una etapa de investigación y creación acerca de las danzas tradicionales en Emiratos Árabes Unidos con apoyo de la Universidad Paris 8, Jameel Arts Centre Research Grant (Dubai) y Performing Arts Residency (Abu Dhabi).
En 2021, su proyecto No más versiones: El Amor Brujo fue estrenado en el Festival “Mover” Madrid y llevada al Teatro Apolo de Miranda de Ebro con la Orquesta G. Solabarrieta. Asimismo, un fragmento de dicha pieza fue interpretado para el programa televisivo L’Orgull. Ese mismo año estrena The Trip en Jameel Art Centre (Dubai). Ese mismo año, su espectáculo ¿Y después? fue seleccionado para el Circuito de la Red de Teatros Alternativos. En 2023, estrena Flamenco negro en Fira Mediterrània de Manresa con Yinka Esi Graves.
Gracias a la inclusión de su proyecto Pensaor, un filósofo en el tablao en el Catálogo de Actividades Escénicas Excenario (AECID), pudo realizar numerosos talleres de baile flamenco para las Embajadas Españolas en Emiratos Árabes Unidos, Nicaragua, Australia, Finlandia, India, Malasia y Sudáfrica. Asimismo, ha colaborado como director artístico y consejero coreográfico de artistas como Olga Pericet (en Un cuerpo infinito) Belén Maya (en Ni tú ni yo), Juan Carlos Lérida (en Al Baile) José Manuel Álvarez (en Bailes colaterales), Patricia Langa (en Queerolé), Poliana Lima (en Oro negro) o Patricia Álvarez (en Alandalusoy). Desde el año 2019, forma parte del comité científico del Congreso Nacional de Investigación en Danza y del Congreso de Lengua y Aspectos LGTBIQ+ “Maricorners”. Desde 2020, es Miembro de la Academia de las Artes Escénicas de España y profesor invitado en la Universidad de Lleida, en la Universidad Lille y en la Universidad Pablo de Olavide.
Entre sus publicaciones bibliográficas, destacan Espejismos de la identidad coreográfica: estética y transformaciones de la farruca, De puertas para adentro: disidencia sexual y disconformidad de género en la tradición flamenca e Historia queer del flamenco. Desvíos, transiciones y retornos en el baile flamenco (1808-2018).

## Premios
- 2007: XIX Premio de Creación Literaria María Moliner
- 2010: Premio a Mejor Bailarín del Certamen El Álamo
- 2013: I Premio de Guion Teatral sobre la Enfermedad del Alzheimer de la Asociación BioMad
- 2013: Beca DanceWeb del Festival ImpulsTanz de Viena
- 2015: I Premio de Investigación en Danza por la Academia de las Artes Escénicas de España
- 2021: Premio Cultura de Urgencias de la Fundación Cultura en Vena
- 2023: Premio Creadores para una inmensa minoría de Qultu